# Grupo Austin Rover
O Grupo Austin Rover era um fabricante britânico de motores. Foi criado em 1982 como a subsidiária de fabricação de automóveis do mercado de massa da British Leyland (BL). Anteriormente, essa entidade era conhecida como BL Cars Ltd (antiga Leyland Cars), que abrangia as divisões Austin-Morris e Jaguar-Rover-Triumph da British Leyland. Depois de uma grande reestruturação das operações de fabricação de automóveis da BL, a Jaguar recuperou sua independência (levando à sua eventual de-concentração em 1984), enquanto as marcas Triumph e Morris foram descontinuadas. O novo e mais enxuto negócio de carros foi rebatizado como o Austin Rover Group e focado principalmente nas marcas Austin e Rover. As marcas Morris e Triumph continuaram brevemente dentro do Grupo Austin Rover até 1984, quando ambas foram descontinuadas.
Em 1989, dois anos após a marca Austin também ter sido descontinuada, o Grupo Austin Rover assumiu o nome de sua controladora Rover Group plc, a partir da qual as duas entidades eram geralmente consideradas uma e a mesma, embora continuassem a ser legalmente separadas — o Rover Group plc era uma holding que também era proprietária da Land Rover, após o desinvestimento da Unipart e da Leyland Trucks, enquanto a Rover Group Limited era a empresa de fabricação de automóveis do mercado de massa.